# NGC 5926
NGC 5926 (również PGC 54950) – galaktyka spiralna (S?), znajdująca się w gwiazdozbiorze Węża. Odkrył ją Lewis A. Swift 15 czerwca 1884 roku.